# Uruguayaans voetbalelftal in 2013
Het Uruguayaans voetbalelftal speelde in totaal zeventien interlands in het jaar 2013, waaronder negen wedstrijden in de kwalificatiereeks voor het WK voetbal 2014 in Brazilië. De selectie onder leiding van bondcoach Oscar Tabárez plaatste zich voor de eindronde door in de intercontinentale play-offs te winnen van Jordanië. Op de FIFA-wereldranglijst steeg Uruguay in 2013 van de zestiende (januari 2013) naar de zesde plaats (december 2013).

## Balans
| Wedstrijden | Wedstrijden | Wedstrijden | Wedstrijden | Doelpunten | Doelpunten | Doelpunten | Punten |
| Gespeeld    | Winst       | Gelijk      | Verlies     | Voor       | Tegen      | Saldo      | Punten |
| ----------- | ----------- | ----------- | ----------- | ---------- | ---------- | ---------- | ------ |
| 17          | 9           | 3           | 5           | 34         | 19         | +15        | 1.235  |

## Interlands
|                                                                 |                                       |       |                        | |
| 6 februari Vriendschappelijk № 811 «onderlinge duels» 18:30 uur | Spanje                                | 3 – 1 | Uruguay                | Khalifa International Stadium, Doha Toeschouwers: 20.000 Scheidsrechter: Fahad Jaber Al-Marri (SUI) |
| 6 februari Vriendschappelijk № 811 «onderlinge duels» 18:30 uur | Cesc Fábregas 15' Pedro 51' Pedro 74' |       | 31' Cristian Rodríguez | Khalifa International Stadium, Doha Toeschouwers: 20.000 Scheidsrechter: Fahad Jaber Al-Marri (SUI) |

|                                                             |                 |       |                   |                                                                                         |
| 22 maart WK-kwalificatie № 812 «onderlinge duels» 20:00 uur | Uruguay         | 1 – 1 | Paraguay          | Estadio Centenario, Montevideo Toeschouwers: 32.000 Scheidsrechter: Wilmar Roldán (COL) |
| 22 maart WK-kwalificatie № 812 «onderlinge duels» 20:00 uur | Luis Suárez 82' |       | 86' Edgar Benítez | Estadio Centenario, Montevideo Toeschouwers: 32.000 Scheidsrechter: Wilmar Roldán (COL) |

|                                                             |                                        |       |         |                                                                                     |
| 26 maart WK-kwalificatie № 813 «onderlinge duels» 20:00 uur | Chili                                  | 2 – 0 | Uruguay | Estadio Nacional, Santiago Toeschouwers: 43.816 Scheidsrechter: Néstor Pitana (ARG) |
| 26 maart WK-kwalificatie № 813 «onderlinge duels» 20:00 uur | Esteban Paredes 11' Eduardo Vargas 78' |       |         | Estadio Nacional, Santiago Toeschouwers: 43.816 Scheidsrechter: Néstor Pitana (ARG) |

|                                                             |                 |       |           |                                                                                         |
| 5 juni Vriendschappelijk № 814 «onderlinge duels» 21:00 uur | Uruguay         | 1 – 0 | Frankrijk | Estadio Centenario, Montevideo Toeschouwers: 20.000 Scheidsrechter: Antonio Arias (PAR) |
| 5 juni Vriendschappelijk № 814 «onderlinge duels» 21:00 uur | Luis Suárez 50' |       |           | Estadio Centenario, Montevideo Toeschouwers: 20.000 Scheidsrechter: Antonio Arias (PAR) |

|                                                            |           |                    |         |                                                                                                   |
| 11 juni WK-kwalificatie № 815 «onderlinge duels» 21:00 uur | Venezuela | 0 – 1              | Uruguay | Estadio Cachamay, Puerto Ordaz Toeschouwers: 40.000 Scheidsrechter: Paulo César de Oliveira (BRA) |
| 11 juni WK-kwalificatie № 815 «onderlinge duels» 21:00 uur |           | 28' Edinson Cavani |         | Estadio Cachamay, Puerto Ordaz Toeschouwers: 40.000 Scheidsrechter: Paulo César de Oliveira (BRA) |

| FIFA Confederations Cup |
| ----------------------- |

|                                                                           |                               |       |                 |                                                                                      |
| 16 juni Confederations Cup Groep B № 816 «onderlinge duels» 19:00 (UTC−3) | Spanje                        | 2 – 1 | Uruguay         | Arena Pernambuco, Recife Toeschouwers: 41.705 Scheidsrechter: Yuichi Nishimura (JAP) |
| 16 juni Confederations Cup Groep B № 816 «onderlinge duels» 19:00 (UTC−3) | Pedro 20' Roberto Soldado 31' |       | 88' Luis Suárez | Arena Pernambuco, Recife Toeschouwers: 41.705 Scheidsrechter: Yuichi Nishimura (JAP) |

|                                                                           |                    |       |                                   |                                                                                     |
| 20 juni Confederations Cup Groep B № 817 «onderlinge duels» 19:00 (UTC−3) | Nigeria            | 1 – 2 | Uruguay                           | Arena Fonte Nova, Salvador Toeschouwers: 26.769 Scheidsrechter: Björn Kuipers (NED) |
| 20 juni Confederations Cup Groep B № 817 «onderlinge duels» 19:00 (UTC−3) | John Obi Mikel 37' |       | 19' Diego Lugano 51' Diego Forlán | Arena Fonte Nova, Salvador Toeschouwers: 26.769 Scheidsrechter: Björn Kuipers (NED) |

|                                                                           | |       |        |                                                                                   |
| 23 juni Confederations Cup Groep B № 818 «onderlinge duels» 16:00 (UTC−3) | Uruguay | 8 – 0 | Tahiti | Arena Pernambuco, Recife Toeschouwers: 22.047 Scheidsrechter: Pedro Proença (POR) |
| 23 juni Confederations Cup Groep B № 818 «onderlinge duels» 16:00 (UTC−3) | Abel Hernández 2' Abel Hernández 24' Diego Pérez 27' Abel Hernández 45+1' Nicolas Lodeiro 61' Abel Hernández 67' (pen.) Luis Suárez 82' Luis Suárez 90' |       |        | Arena Pernambuco, Recife Toeschouwers: 22.047 Scheidsrechter: Pedro Proença (POR) |

|                                                                                |                       |       |                    |                                                                                           |
| 26 juni Confederations Cup Halve finale № 819 «onderlinge duels» 16:00 (UTC−3) | Brazilië              | 2 – 1 | Uruguay            | Estádio Mineirão, Belo Horizonte Toeschouwers: 57.483 Scheidsrechter: Enrique Osses (CHI) |
| 26 juni Confederations Cup Halve finale № 819 «onderlinge duels» 16:00 (UTC−3) | Fred 41' Paulinho 86' |       | 48' Edinson Cavani | Estádio Mineirão, Belo Horizonte Toeschouwers: 57.483 Scheidsrechter: Enrique Osses (CHI) |

|                                                                                |                                                                       |              |                                                                             |                                                                                       |
| 30 juni Confederations Cup Troostfinale № 820 «onderlinge duels» 17:00 (UTC−3) | Uruguay                                                               | 2 – 2 (n.v.) | Italië                                                                      | Arena Fonte Nova, Salvador Toeschouwers: 43.382 Scheidsrechter: Djamel Haimoudi (ALG) |
| 30 juni Confederations Cup Troostfinale № 820 «onderlinge duels» 17:00 (UTC−3) | Edinson Cavani 58' Edinson Cavani 78'                                 |              | 24' Davide Astori 73' Alessandro Diamanti                                   | Arena Fonte Nova, Salvador Toeschouwers: 43.382 Scheidsrechter: Djamel Haimoudi (ALG) |
| 30 juni Confederations Cup Troostfinale № 820 «onderlinge duels» 17:00 (UTC−3) | Strafschoppen                                                         |              |                                                                             | Arena Fonte Nova, Salvador Toeschouwers: 43.382 Scheidsrechter: Djamel Haimoudi (ALG) |
| 30 juni Confederations Cup Troostfinale № 820 «onderlinge duels» 17:00 (UTC−3) | Diego Forlán Edinson Cavani Luis Suárez Martín Cáceres Walter Gargano | 2 – 3        | Alberto Aquilani Stephan El Shaarawy Mattia De Sciglio Emanuele Giaccherini | Arena Fonte Nova, Salvador Toeschouwers: 43.382 Scheidsrechter: Djamel Haimoudi (ALG) |

|  |  |  |  |  |  |  |  |  |

|                                                                  |                                     |       |                                                                       |                                                                                 |
| 14 augustus Vriendschappelijk № 821 «onderlinge duels» 12:20 uur | Japan                               | 2 – 4 | Uruguay                                                               | Miyagistadion, Rifu Toeschouwers: 45.883 Scheidsrechter: Szymon Marciniak (POL) |
| 14 augustus Vriendschappelijk № 821 «onderlinge duels» 12:20 uur | Shinji Kagawa 54' Keisuke Honda 72' |       | 27' Diego Forlán 29' Diego Forlán 53' Luis Suárez 58' Álvaro González | Miyagistadion, Rifu Toeschouwers: 45.883 Scheidsrechter: Szymon Marciniak (POL) |

|                                                                |                      |       |                                        |                                                                                    |
| 6 september WK-kwalificatie № 822 «onderlinge duels» 21:30 uur | Peru                 | 1 – 2 | Uruguay                                | Estadio Nacional, Lima Toeschouwers: 39.222 Scheidsrechter: Patricio Loustau (ARG) |
| 6 september WK-kwalificatie № 822 «onderlinge duels» 21:30 uur | Jefferson Farfán 83' |       | 42' (pen.) Luis Suárez 66' Luis Suárez | Estadio Nacional, Lima Toeschouwers: 39.222 Scheidsrechter: Patricio Loustau (ARG) |

|                                                                 |                                         |       |          |                                                                                         |
| 10 september WK-kwalificatie № 823 «onderlinge duels» 20:00 uur | Uruguay                                 | 2 – 0 | Colombia | Estadio Centenario, Montevideo Toeschouwers: 50.000 Scheidsrechter: Antonio Arias (PAR) |
| 10 september WK-kwalificatie № 823 «onderlinge duels» 20:00 uur | Edinson Cavani 78' Christian Stuani 80' |       |          | Estadio Centenario, Montevideo Toeschouwers: 50.000 Scheidsrechter: Antonio Arias (PAR) |

|                                                               |                       |       |         |                                                                                           |
| 11 oktober WK-kwalificatie № 824 «onderlinge duels» 20:00 uur | Ecuador               | 1 – 0 | Uruguay | Estadio Olímpico Atahualpa, Quito Toeschouwers: 36.000 Scheidsrechter: Sandro Ricci (BRA) |
| 11 oktober WK-kwalificatie № 824 «onderlinge duels» 20:00 uur | Jefferson Montero 30' |       |         | Estadio Olímpico Atahualpa, Quito Toeschouwers: 36.000 Scheidsrechter: Sandro Ricci (BRA) |

|                                                               |                                                                 |       |                                       |                                                                                           |
| 15 oktober WK-kwalificatie № 825 «onderlinge duels» 20:00 uur | Uruguay                                                         | 3 – 2 | Argentinië                            | Estadio Centenario, Montevideo Toeschouwers: 55.000 Scheidsrechter: Marcelo de Lima (BRA) |
| 15 oktober WK-kwalificatie № 825 «onderlinge duels» 20:00 uur | Cristian Rodríguez 6' Luis Suárez 34' (pen.) Edinson Cavani 49' |       | 15' Maxi Rodriguez 41' Maxi Rodriguez | Estadio Centenario, Montevideo Toeschouwers: 55.000 Scheidsrechter: Marcelo de Lima (BRA) |

|                                                                          |          | |         |                                                                                           |
| 13 november WK-kwalificatie Play-offs № 826 «onderlinge duels» 20:00 uur | Jordanië | 0 – 5                                                                                               | Uruguay | Amman Internationaal Stadion, Amman Toeschouwers: 17.370 Scheidsrechter: Svein Moen (NOR) |
| 13 november WK-kwalificatie Play-offs № 826 «onderlinge duels» 20:00 uur |          | 23' Maxi Pereira 43' Christian Stuani 70' Nicolás Lodeiro 77' Cristian Rodríguez 90' Edinson Cavani |         | Amman Internationaal Stadion, Amman Toeschouwers: 17.370 Scheidsrechter: Svein Moen (NOR) |

|                                                                          |         |       |          |                                                                                          |
| 20 november WK-kwalificatie Play-offs № 827 «onderlinge duels» 20:00 uur | Uruguay | 0 – 0 | Jordanië | Estadio Centenario, Montevideo Toeschouwers: 62.000 Scheidsrechter: Jonas Eriksson (SWE) |
| 20 november WK-kwalificatie Play-offs № 827 «onderlinge duels» 20:00 uur |         |       |          | Estadio Centenario, Montevideo Toeschouwers: 62.000 Scheidsrechter: Jonas Eriksson (SWE) |

## FIFA-wereldranglijst
| JAN | FEB | MAR | APR | MEI | JUN | JUL | AUG | SEP | OKT | NOV | DEC |
| --- | --- | --- | --- | --- | --- | --- | --- | --- | --- | --- | --- |
| 16  | 16  | 16  | 17  | 17  | 19  | 12  | 12  | 7   | 6   | 6   | 6   |

## Statistieken
| Fernando Muslera    | 1986-06-16 | Galatasaray SK          | 14 | 0 | 0 | 55  | 0  |
| Martín Silva        | 1983-03-25 | Olimpia Asunción        | 3  | 0 | 0 | 4   | 0  |
| Verdediging         |            |                         |    |   |   |     |    |
| Diego Lugano        | 1980-11-02 | West Bromwich Albion    | 15 | 0 | 1 | 91  | 9  |
| Maximiliano Pereira | 1984-06-08 | Benfica                 | 15 | 0 | 1 | 87  | 3  |
| Diego Godín         | 1986-02-16 | Atlético Madrid         | 14 | 0 | 0 | 75  | 3  |
| Martín Cáceres      | 1987-04-07 | Juventus                | 11 | 0 | 0 | 55  | 1  |
| Álvaro Pereira      | 1985-11-28 | Inter Milaan            | 4  | 5 | 0 | 54  | 5  |
| Jorge Fucile        | 1984-11-19 | FC Porto                | 3  | 2 | 0 | 40  | 0  |
| Sebastián Coates    | 1990-10-07 | Liverpool FC            | 2  | 2 | 0 | 13  | 1  |
| José María Giménez  | 1995-01-20 | Atlético Madrid         | 2  | 1 | 0 | 3   | 0  |
| Andrés Scotti       | 1975-12-14 | Club Nacional           | 2  | 1 | 0 | 40  | 1  |
| Alejandro Silva     | 1989-09-04 | Olimpia Asunción        | 0  | 2 | 0 | 2   | 0  |
| Middenveld          |            |                         |    |   |   |     |    |
| Egidio Arévalo      | 1982-01-01 | Chicago Fire            | 11 | 2 | 0 | 52  | 0  |
| Nicolás Lodeiro     | 1989-03-21 | Botafogo FR             | 9  | 1 | 2 | 24  | 3  |
| Walter Gargano      | 1984-07-27 | Parma FC                | 8  | 2 | 0 | 59  | 1  |
| Álvaro González     | 1984-10-29 | Lazio Roma              | 7  | 4 | 1 | 40  | 2  |
| Diego Pérez         | 1980-05-18 | Bologna FC              | 6  | 1 | 1 | 87  | 2  |
| Gastón Ramírez      | 1990-12-02 | Southampton             | 4  | 8 | 0 | 26  | 0  |
| Matías Aguirregaray | 1989-04-01 | Estudiantes de La Plata | 2  | 1 | 0 | 4   | 0  |
| Sebastián Eguren    | 1981-01-08 | SE Palmeiras            | 1  | 3 | 0 | 54  | 7  |
| Gonzalo Castro      | 1984-09-14 | Real Sociedad           | 0  | 1 | 0 | 5   | 0  |
| Aanval              |            |                         |    |   |   |     |    |
| Luis Suárez         | 1987-01-24 | Liverpool FC            | 14 | 2 | 9 | 76  | 38 |
| Cristian Rodríguez  | 1985-09-30 | Atlético Madrid         | 14 | 2 | 3 | 70  | 8  |
| Edinson Cavani      | 1987-02-14 | Paris Saint-Germain     | 14 | 1 | 7 | 60  | 20 |
| Diego Forlán        | 1979-05-19 | SC Internacional        | 8  | 6 | 3 | 107 | 34 |
| Christian Stuani    | 1986-10-12 | RCD Espanyol            | 3  | 3 | 2 | 7   | 2  |
| Abel Hernández      | 1990-08-08 | US Palermo              | 1  | 2 | 4 | 11  | 7  |